# Twinkling Watermelon
Twinkling Watermelon (hangeul : 반짝이는 워터멜론 ; RR : Banjjag-ineun Woteomellon ; MR : Pantchaginŭn Wŏt'ŏmellon ; litt. « Pastèque scintillante ») est une série télévisée sud-coréenne en seize épisodes, créée par Jin Soo-wan et diffusée du 25 septembre au 14 novembre 2023 sur le réseau TVN,. Elle sera également disponible à la diffusion en temps réel sur Viki dans des pays sélectionnés.

## Synopsis
Eun-gyeol est un jeune étudiant, également un CODA — un entendant né de parents sourds, qui mène une double vie, en pleine nuit, en tant que guitariste d'un groupe. Après avoir fait le voyage dans le temps dû à la nuit des deux lunes, il se trouve en plein avril 1995 devant un magasin de musique et rencontre son propre père, ayant le même âge que lui, avant de se lier d'amitié avec une fille mystérieuse,. Il apprend que le premier amour de son père n'est pas sa mère, mais une autre, Se-gyeong…

## Distribution

### Acteurs principaux
- Ryeoun : Ha Eun-gyeol, 18 ans
  - Jung Hyeon-jun (en) : Eun-gyeol, jeune
- Choi Hyun-wook : Ha Yi-chan, 18 ans
  - Choi Won-young (en) : Yi-chan, 46 ans
- Seol In-ah : Choi Se-gyeong / On Eun-yoo, 18 ans
  - Lee So-yeon : Se-kyeong, 46 ans / On Eun-yoo, fille de Se-kyeong
- Shin Eun-soo : Yoon Cheong-ah, 18 ans
  - Seo Young-hee : Yoon Cheong-ah, 46 ans

### Acteurs secondaires

#### Membres du groupe musical
- Ahn Do-gyu (en) : Oh Ma-ju, chef du groupe et ami d'enfance d'Yi-chan
  - Kim Hyeong-beom : Oh Ma-ju, adulte (2023)
- Yoon Jae-chan : Kang Hyeon-yul, le guitariste basse
  - Song Chang-eui (en) : Kang Hyeon-yul, adulte (2023)
- Lee Ha-min : Lee Si-guk, le batteur
  - Ryu Soo-young (en) : Lee Si-guk, adulte (2023)
- Lee Su-chan : Noh Se-beom, claviériste
  - Jin Tae-hyun (en) : Noh Se-beom, adulte (2023)

#### Famille de Ha Eun-gyeol
- Choi Won-young (en) : Ha Yi-chan, le père d'Eun-gyeol
- Seo Young-hee : Ha Cheong-ah, la mère d'Eun-gyeol
- Bong Jae-hyun (en) : Ha Eun-ho, grand frère d'Eun-gyeol

#### Autres
- Go Doo-shim (en) : Go Yang-hee, grand-mère d'Yi-chan et propriétaire du foyer
- Lee Seok-hyung : Jung Bal-san, étudiant habitant au foyer de Go Yang-hee
- Chun Ho-jin (en) : Choi Hyeon, grand-père du magasin de musique Viva
  - Park Ho-san (en) : Choi Hyeon, jeune
- Jung Sang-hoon (en) : le maître
- Woo Je-yeon : On Ji-hwan
- Kim Tae-woo : Yoon Geon-hyung, père de Cheong-ah
- Kim Joo-ryoung : Lim Ji-mi, tutrice et plus tard belle-mère de Cheong-ah
- Kwon Do-hyung : Yoon Joo-yeop, fils de Lim Ji-mi et beau-frère de Cheong-ah
- Lee Jun-hyeok : Yoon Sang-ah, fille de Lim Ji-mi et belle-sœur de Cheong-ah
- Koo Jun-hoe : Goo Jun-hyung, chanteur du groupe Spine 9
- Yeon Oh : Jeong Ji-oh, guitariste du groupe Spine 9
- Han Min : Bae Soo-tak, batteur du groupe Spine 9
- Kim Jun-hyung : Yoon Dong-jin, guitariste légendaire de l'université de Chuncheon
  - Yoon Do-hyun (en) : Yoon Dong-jin, adulte (2023)
- Kim Mi-hwa : la propriétaire

## Production

### Développement
Fin septembre 2022, selon son agence Gold Medalist, Choi Hyun-wook s'est vu proposé un rôle principal de la série fantastique Twinkling Watermelon ayant pour thème le voyage dans le temps, créée par le scénariste Jin Soo-wan qui revient quatre ans après Chicago Typewriter (시카고 타자기, 2017) et produite par Pan Entertainment. La réalisation est confiée à Son Jeong-hyeon et Yoo Beom-sang, dont le tournage est prévu l'année suivante avec le Studio Dragon.
Le 18 août 2023, une réunion d'équipe a lieu pour une lecture du scénario. Début septembre, pour la série, Pan Entertainment signe un contrat de production d'une valeur de 15,6 millards de won avec Studio Dragon.

### Attribution des rôles
|  |

En février 2023, l'agence Gold Medalist révèle que Seol In-ah y va apparaître dans le rôle principale, de la violoncelle de l'université Se-gyeong, de même que Shin Eun-soo est choisie pour interprèter la froide et arrogante Cheong-ah née sourde. Début mars, le chanteur Koo Jun-hoe y est également choisi. Début avril, Ryeoun est prononcé dans le rôle d'Eun-gyeol, le seul entendant dans la famille sourde, et Choi Hyun-wook dans celui de Yi-chan. Début mai, Kim Joo-ryeong confirme son rôle de Lim Ji-mi, la directrice de Seowon Arts High School et tutrice de Cheong-ah. Mi-août, Choi Won-young et Seo Young-hee se joignent à l'équipe pour les rôles du père et de la mère d'Eun-gyeol, ainsi que Chun Ho-jin en grand-père du magasin de musique et Jung Sang-hoon en maître. Quatre jours plus tard, l'agence Woollim Entertainment confirme l'apparition de Bong Jae-hyun, l'un des chanteurs du groupe Golden Child, dans le rôle d'Eun-ho, le frère ainé sourd d'Eun-gyeol, ainsi que Yoon Jae-chan est choisi pour le rôle de Kang Hyeon-yul, le bassiste talentueux, puis Lee Seok-hyung qui confirme sa participation dans le rôle de Jeong Bal-san, un étudiant dans un foyer dirigé par la grand-mère d'Yi-chan et l'acteur débutant Lee Soo-chan qui y joue le rôle de No Se-beom, claviériste. Début septembre, Go Doo-shim confirme son engagement, dans le rôle de la grand-mère d'Yi-chan dans les années 1990.

### Musique
Le 2 avril 2023, le groupe Fara Effect vient de finir l'enregistrement de la musique pour la série.
| 1. | 반짝이는 그대에게 (litt. « Une chanson pour toi »)                | Jeong Jun-il (정준일) |  |
| 2. | 반짝이는 그대에게 (litt. « Une chanson pour toi » (instrumental)) | Jeong Jun-il (정준일) |  |

### Promotion
Le 22 août 2023, TVN dévoile une première bande-annonce sur les personnages principaux et, six jours plus tard, une deuxième bande annonce donnant plus de détails sur l'effet papillon. Le 6 septembre, l'affiche officielle est révélée, avec un aperçu des jeunes aux grands sourires courant sur le sable de la plage, sous le ciel bleu, accompagnée d'une phrase « La jeunesse est une pastèque scintillante » au-dessous du titre.

### Fiche technique
- Titre original : 반짝이는 워터멜론
- Titre international : Twinkling Watermelon
- Création : Jin Soo-wan [1]
- Réalisation : Son Jeong-hyeon[2] et Yoo Beom-sang[3]
- Scénario : Jin Soo-wan [1]
- Musique : Fara Effect[6]
- Production : Park Hae-min et Yoo Beom-sang[25]
- Production exécutive : Lee Hye-young[25]
- Sociétés de production : Pan Entertainment[4] et Studio Dragon[5]
- Société de distribution : TVN
- Budget : 15,6 millards de won[12]
- Pays de production :  Corée du Sud
- Langue originale : coréen, langue des signes coréenne[8]
- Format : couleur
- Genre : comédie dramatique, fantastique, musical, romance
- Nombre de saison : 1
- Nombre d'épisode : 16
- Durée : 70 minutes[26]
- Date de première diffusion :
  - Corée du Sud : 25 septembre 2023 sur TVN[7]

## Épisodes
La série compte 16 épisodes sans titre, diffusée tous les lundis et mardis du 25 septembre au 14 novembre 2023 vers 20 h 50 (KST) sur TVN.

## Audiences
À ce tableau, les nombres en bleu représentent des audiences les plus faibles et les nombres en rouge, les plus fortes.
| Épisode              | Diffusion               | Diffusion            | Audience moyenne (AGB Nielsen) | Audience moyenne (AGB Nielsen) | Audience moyenne (AGB Nielsen) | Audience moyenne (AGB Nielsen) | Réf.   |
| Épisode              | Jour                    | Horaire              | Nombre de téléspectateurs      | Part de marché (National)      | Part de marché (Séoul)         | Classement (National)          | Réf.   |
| -------------------- | ----------------------- | -------------------- | ------------------------------ | ------------------------------ | ------------------------------ | ------------------------------ | ------ |
| 1                    | Lundi 25 septembre 2023 | 20 h 50              | 644 000                        | 3,144 %                        | 3,503 %                        | 2e                             | [ 28 ] |
| 2                    | Mardi 26 septembre 2023 | 20 h 50              | 664 000                        | 3,311 %                        | 3,387 %                        | 1er                            | [ 29 ] |
| 3                    | Lundi 2 octobre 2023    | 20 h 50              | 738 000                        | 3,441 %                        | 3,726 %                        | 1er                            | [ 30 ] |
| 4                    | Mardi 3 octobre 2023    | 20 h 50              | 1 040 000                      | 4,688 %                        | 4,805 %                        | 1er                            | [ 31 ] |
| 5                    | Lundi 9 octobre 2023    | 20 h 50              | 808 000                        | 3,689 %                        | 4,393 %                        | 1er                            | [ 32 ] |
| 6                    | Mardi 10 octobre 2023   | 20 h 50              | 801 000                        | 3,580 %                        | 4,106 %                        | 1er                            | [ 33 ] |
| 7                    | Lundi 16 octobre 2023   | 20 h 50              | 803 000                        | 3,551 %                        | 4,042 %                        | 1er                            | [ 34 ] |
| 8                    | Mardi 17 octobre 2023   | 20 h 50              | 694 000                        | 3,089 %                        | 2,922 %                        | 2e                             | [ 35 ] |
| 9                    | Lundi 23 octobre 2023   | 20 h 50              | 860 000                        | 3,718 %                        | 4,380 %                        | 1er                            | [ 36 ] |
| 10                   | Mardi 24 octobre 2023   | 20 h 50              | 788 000                        | 3,512 %                        | 3,738 %                        | 1er                            | [ 37 ] |
| 11                   | Lundi 30 octobre 2023   | 20 h 50              | 744 000                        | 3,264 %                        | 3,569 %                        | 1er                            | [ 38 ] |
| 12                   | Mardi 31 octobre 2023   | 20 h 50              | 833 000                        | 3,790 %                        | 4,236 %                        | 1er                            | [ 39 ] |
| 13                   | Lundi 6 novembre 2023   | 20 h 50              | 823 000                        | 3,689 %                        | 4,179 %                        | 1er                            | [ 40 ] |
| 14                   | Mardi 7 novembre 2023   | 20 h 50              | 850 000                        | 3,593 %                        | 4,050 %                        | 1er                            | [ 41 ] |
| 15                   | Lundi 13 novembre 2023  | 20 h 50              | 771 000                        | 3,494 %                        | 3,802 %                        | 1er                            | [ 42 ] |
| 16                   | Mardi 14 novembre 2023  | 20 h 50              | 972 000                        | 4,460 %                        | 4,458 %                        | 1er                            | [ 43 ] |
|                      |                         |                      |                                |                                |                                |                                |        |
| Moyenne de la saison | Moyenne de la saison    | Moyenne de la saison | 802 000                        | 3,626 %                        | 3,957 %                        |                                |        |